# Love Is Easy
Love Is Easy è un singolo del gruppo musicale britannico McFly, pubblicato nel 2012 ed estratto dalla raccolta Memory Lane: The Best of McFly.

## Tracce
- Download digitale

1. Love Is Easy – 3:41
2. Love Is Easy (Dougie style) – 3:44
3. Love Is Easy (Ukulele version) - 4:07
4. Love Is Easy (Music video)

## Classifiche
| Classifica (2012-13) | Posizione raggiunta |
| -------------------- | ------------------- |
| Regno Unito          | 10                  |